# Juan Huertas Carmona
Juan Huertas Carmona (Jaén, 22 d'agost de 1953) és un exfutbolista espanyol de les dècades de 1970 i 1980.

## Trajectòria
Es formà al futbol base del Real Jaén CF, club amb el qual acabà jugant al primer equip. Amb el club andalús arribà a ascendir a la segona divisió la temporada 1976-77, fitxant la temporada següent pel RCD Espanyol. Amb l'Espanyol jugà entre 1977 i 1982 i disputà 69 partit de lliga a primera divisió. El 1982 fitxà pel CE Castelló on jugà dues temporades a segona divisió.